# Guánica
Guánica è una città di Porto Rico situata sulla costa sud-occidentale dell'isola.
L'area comunale confina a nord con Sabana Grande, a est con Yauco e a ovest con Lajas. Il comune, che fu fondato nel 1508, oggi conta una popolazione di quasi 22 000 abitanti ed è suddiviso in 8 circoscrizioni (barrios).
È bagnata a sud dalle acque del Mar dei Caraibi.

## Storia

### Insediamento
Juan Ponce de León sbarcò nel porto di Guánica il 12 agosto 1508 e fondò una città chiamata Guaynía, una parola derivata dalla lingua Taíno che si dice significhi "Ecco un posto con l'acqua". La città, considerata la prima capitale dell'isola di Porto Rico (che a quel tempo si chiamava Isla de San Juan Bautista), fu distrutta durante la rivolta indigena del 1511 e la zona fu abbandonata dagli europei per alcuni anni, durante i quali San Juan (inizialmente chiamata Porto Rico) divenne la capitale dell'isola.